# William George Gregory
William George Gregory (Lockport, New York, 1957. május 14. –) amerikai mérnök, űrhajós, alezredes.

## Életpálya
1979-ben a Haditengerészeti Akadémián (USAF Academy) mérnöki diplomát szerzett. 1980-ban a Columbia Egyetemen megvédte mérnöki diplomáját. 1981-ben kapott repülőgép vezetői jogosítványt. Szolgálati repülőgépe az F–111 Aardvark, illetve típusváltozatai voltak. Angliában ezen típus oktatójaként szolgált. 1987-ben tesztpilóta kiképzésben részesült. 1988-1990 között F–4,  és az F–15 változatait repülte, illetve tesztelte. Több mint 5000 órát repült, több mint 40 repülőgépen, típusváltozaton repült.
1990. január 17-től a Lyndon B. Johnson Űrközpontban részesült űrhajóskiképzésben. Egy űrszolgálata alatt összesen 16 napot, 15 órát és 8 percet (399 óra) töltött a világűrben. Űrhajós pályafutását 1999 júliusában fejezte be. A Honeywell space Systems Phoenix (Arizona) fejlesztési igazgatója.

## Űrrepülések
STS–67, a Endeavour űrrepülőgép 8. repülésének pilótája. Az ASTRO–2 csillagászati űreszköz kutatási programjának segítése. Első űrszolgálata alatt összesen 16 napot, 15 órát és 8 percet (399 óra) töltött a világűrben. 11 100 000 kilométert (6 900 000 mérföldet) repült, 262 kerülte meg a Földet.